# Return Channel
Der Return Channel ist ein Gewässer im Süden von Fiordland und der Südinsel von Neuseeland.

## Geographie
Der Return Channel befindet sich an der Südwestküste von Fiordland und erlaubt über die Western Passage und die Eastern Passage Zugang zur Tasmansee. Das Gewässer besitzt eine ungefähre Flächenausdehnung von 3,3 km² und erstreckt sich in etwa über eine Länge von 2,3 km. Die maximale Breite des Gewässers beträgt rund 1,8 km.
Die beiden einzigen Insel, Great Island, Passage Islands befinden sich nicht direkt in dem Gewässer, sondern begrenzen es an seiner Süd- sowie Nordseite.